# بابی راش
بابی راش (به انگلیسی: Bobby Rush) نمایندهٔ حوزه انتخابیه اول ایلی‌نوی از حزب دموکرات ایالات متحده آمریکا در مجلس نمایندگان ایالات متحده آمریکا است که برای نخستین‌بار در ۲۲ ژانویه ۱۹۹۳ میلادی به‌عضویت این مجلس درآمد.